# 4 Force
Albums de Every Little Thing
Eternity
(15 mars 2000) Many Pieces
(19 mars 2003)
Remix par Every Little Thing
Super Eurobeat Presents ELT
(5 sept. 2001)
Singles
1. Ai no Kakera
Sortie : 18 octobre 2000
2. Fragile / Jirenma
Sortie : 1er janvier 2001
3. Graceful World
Sortie : 21 février 2001

4 Force (titré en capitales : 4 FORCE) est le quatrième album studio du groupe japonais Every Little Thing, sorti en 2001.

## Présentation
L'album sort le 22 mars 2001 au Japon sur le label  Avex Trax, un an après le précédent album original du groupe, Eternity. Il atteint la deuxième place du classement des ventes de l'Oricon, et reste classé pendant treize semaines. Il demeure le cinquième album le plus vendu du groupe, derrière les trois albums originaux et la compilation sortis précédemment.
C'est le premier album que sort le groupe en tant que duo, sans son ancien claviériste et principal auteur-compositeur-arrangeur Mitsuru Igarashi parti en avril 2000 pour produire d'autres artistes dont Dream et day after tomorrow. La chanteuse Kaori Mochida écrit désormais les paroles des chansons, tandis que le guitariste Ichirō Itō et d'autres musiciens extérieurs s'occupent des compositions et arrangements. Comme pour le précédent album, la chanteuse apparait seule sur la photo de couverture.
L'album contient onze chansons, dont quatre déjà parues sur les trois singles sortis durant les cinq mois précédents : Ai no Kakera, Fragile / Jirenma, et Graceful World ; Jirenma est cependant remaniée pour l'album.
Une des nouvelles chansons de l'album, Azayaka na Mono, sera aussi reprise en version acoustique sur l'album de reprises du groupe Acoustic : Latte qui sortira quatre ans plus tard.

## Liste des titres
Toutes les paroles sont écrites par Kaori Mochida.
| CD    | CD                                                              | CD                                         | CD    | CD | CD | CD | CD | CD | CD |
| No    | Titre                                                           | Musique / Arrangements                     | Durée |    |    |    |    |    |    |
| ----- | --------------------------------------------------------------- | ------------------------------------------ | ----- | -- | -- | -- | -- | -- | -- |
| 1.    | Graceful World (18e single)                                     | Yasuo Otani / Otani, Genya Kuwajima        | 5:05  |    |    |    |    |    |    |
| 2.    | Jirenma (Album Mix) (JIRENMA ; du 17e single Fragile / Jirenma) | Ichirō Itō / Ichirō Itō, Genya Kuwajima    | 4:26  |    |    |    |    |    |    |
| 3.    | Ai no Kakera (愛のカケラ ; 16e single)                          | Kunio Tago / Ichirō Itō, Genya Kuwajima    | 4:52  |    |    |    |    |    |    |
| 4.    | Good for Nothing (Good for nothing)                             | Kaori Mochida / Genya Kuwajima             | 4:40  |    |    |    |    |    |    |
| 5.    | Azayaka na Mono (鮮やかなもの)                                  | Kunio Tago / Genya Kuwajima                | 4:15  |    |    |    |    |    |    |
| 6.    | Sweetaholic Girl (sweetaholic girl)                             | Kaori Mochida / Genya Kuwajima             | 4:48  |    |    |    |    |    |    |
| 7.    | Home Sweet Home                                                 | Kazuhiro Hara / Kuwajima, Yasuhiko Hoshino | 4:37  |    |    |    |    |    |    |
| 8.    | Fragile (fragile ; du 17e single Fragile / Jirenma)             | Kazuhito Kikuchi / Itō, Kuwajima, Kikuchi  | 4:51  |    |    |    |    |    |    |
| 9.    | No Limit (No limit)                                             | D.A.I / Akira Murata                       | 4:20  |    |    |    |    |    |    |
| 10.   | Force of Heart (force of heart)                                 | Ichirō Itō / Genya Kuwajima                | 4:39  |    |    |    |    |    |    |
| 11.   | One                                                             | D.A.I / Genya Kuwajim                      | 5:01  |    |    |    |    |    |    |
| 51:40 |                                                                 |                                            |       |    |    |    |    |    |    |